# Reazione di accoppiamento di Castro-Stephens
La reazione di accoppiamento di Castro-Stephens è una reazione organica tra un acetiluro di rame (I) e un alogenuro arilico in piridina, la quale porta alla formazione di un alchino disostituito e un alogenuro di rame (I).
{\displaystyle {\begin{aligned}{}\\{\ce {Cu-C{\equiv }C-R'}}+{\color {Red}{\ce {R-X}}}\ &{\ce {->[{\ce {pyridine}}]CuX}}+{\color {Red}{\ce {R}}{-}}{\ce {C{\equiv }C-R'}}\\{\color {Red}{\ce {X}}}&={\color {Red}{\ce {I,Br,Cl}}}\\{\color {Red}{\ce {R}}}&={\color {Red}{\ce {Ar}}}\end{aligned}}}
La reazione fu scoperta nel 1963 dai chimici Charles E. Castro e Robert D. Stephens, ricercatori della University of California, Riverside. La reazione ha molte somiglianze con la ben più nota reazione di Rosenmud-von Braun del 1914. Fu rivisitata nel 1975 con la divulgazione delle ricerche sulla reazione di Sonogashira.
Una reazione tipica è l'accoppiamento dello iodobenzene con l'acetiluro di rame del fenilacetilene con riflusso di piridina. Si ottiene difenilacetilene.
A differenza della reazione di Sonogashira, quella di Castro-Stephens può produrre composti eterociclici quando un gruppo nucleofilo si trova in posizione orto rispetto all'alogenuro arilico, anche se questo in genere richiede l'utilizzo di dimetilformammide (DMF) come solvente.